# Governador Civil de Barcelona
El Governador Civil de Barcelona fou una autoritat política de la província de Barcelona que es remunta al segle xix i que fou reconvertit el 1997 en la Delegació del Govern d'Espanya a Catalunya.

## Origen
El Capità general de Catalunya era màxim representant del govern d'Espanya tant militar com civil instituït a les darreries de la Guerra de Successió Espanyola (1713), poder fins a cert punt "controlat" pels dictàmens de Reial Audiència que no obstant això conservava la seva màxima autoritat judicial. La figura d'un representant civil diferenciat del militar del Govern d'Espanya sembla sorgir durant el regnat de Ferran VII al primer terç del segle xix sota la denominació de cap polític (gefe político, en castellà), denominat breument en 1834 com a subdelegat de Foment que tenia jurisdicció sobre la totalitat del territori de Catalunya.

## Creació del càrrec
Aquest cap polític tenia atribucions modificades per llei el 2 d'abril de 1845, foren publicar i fer complir en l'àmbit de Catalunya les lleis, decrets i ordres que li dirigia el govern, mantenir sota l'ordre públic, protegir les persones i propietats, reprimir i castigar els atacs a la religió, a la moral o la decència pública, i altres faltes d'obediència i respecte a l'autoritat, facultat a aquest efecte d'imposar penes o de posar les persones a disposició judicial d'aquelles infraccions més greus, tenir cura de la salut pública i dictar en casos imprevistos i urgents d'epidèmies o malalties contagioses; proposar al govern tot allò que pogués revestir en l'avançament i desenvolupament material i intel·lectual de la província; vigilar i inspeccionar l'activitat dels funcionaris públics i l'administració en general incloent els establiments públics;suplir o negar el consentiment patern en els casos en què els fills volguessin contraure matrimoni; fer complir la legislació relativa a la gestió forestal i agrícola, els camins públics, els despoblats i lliure trànsit de passatgers, dels impostos sobre els camins, ponts i d'altres infraestructures de transport; del foment de l'agricultura, la caça i la pesca, del manteniment de les vies públiques i dels edificis; dels abastiments, de la moneda i metalls preciosos; de les ordenances de les ciutats i ajuntaments, de l'elecció d'oficis, de les diputacions a provincials i a Corts,
L'1 de gener de 1850 desaparegué la figura del Governador de Catalunya, a través de la Reial Ordre de 28 de desembre de 1849, substituint-se el càrrec de cap polític pel de governador provincial, present a cadascuna de les províncies d'Espanya sorgides arran de la divisió territorial d'Espanya de 1833. El governadors eren nomenats i remoguts per Reial Decret acordat en Consell de Ministres i referendat pel seu president. Les seves atribucions pel que ateny a la part política i administrativa és la mateixa que tingueren els caps polítics, i en la part econòmica a la que exercien els intendents, modificats en un altre reial decret de la mateixa data. Els governadors civils mantenien contacte directe amb els ministres de Governació, Hisenda i de Comerç, Instrucció i Obres Públiques, dels quals depenia en els seus respectius àmbits.

## Funcions
Tenien autoritat en els rams de la hisenda pública, aprovant fiances, la imposició de multes segons li atribuïssin les lleis i instruccions, en la suspensió de funcionaris i ajuntaments en els casos prescrits per lleis i instruccions; en el nomenament d'interins que depenguessin del govern. Tenien competència en la recaptació dels impostos indirectes i la forma en què es desenvolupava el cadastre, així com les reclamacions i recursos presentats davant dels ajuntaments per part dels particulars. Autoritzar exempcions fiscals als contribuents per causa de calamitats extraordinàries. També tenien la potestat de fixar determinades contribucions de la indústria i el comerç, resoldre sobre les reclamacions presentades a aquesta contribució per part dels afectats. També eren competents pels impostos indirectes sobre els estancs i duanes, dictant mesures coercitives contra els contribuents morosos, atribucions sobre la forma de celebració de subhastes públiques; exercir l'autoritat com a cap immediat dels inspectors de duanes, essent competent per assignar suplents interins quan restessin vacants per malaltia o cessament del funcionari. Així mateix eren els encarregats de la hisenda pública autoritzant les entrades i sortides del tresor públic. El governador de Barcelona tenia el seu despatx i domicili oficial a la Duana de Barcelona, al Pla de Palau.

## Llista de governadors
- Josep de Castellar i de Lledó. 10 de març de 1820
- José María Gutiérrez de Terán. 23 de desembre de 1820
- Juan Manuel Munárriz Irâizoz, interí. 21 de febrer de 1821
- Antonio Remón Zarco del Valle y Huet. 17 de juny de 1821
- Juan Manuel Munárriz, interí. 13 de desembre de 1821
- Vicente Sancho y Cobertores. 4 de maig de 1822
- José Camps i Soler, interí (com intendent de la província). 19 de setembre de 1822
- Fernando Gómez de Butrón. 17 de novembre de 1822
- Josep Camps, interí (9 d'agost de 1823)

- Antoni Barata i Matas. 27 de gener de 1834

- Guillem Moragues i Rullan (no prengué possessió)
- Fernando Chaves, interí. 6 de maig de 1834
- Felipe Martin Igual. 1 de juny de 1834
- Josep Melcior Prat i Solà, interí. 5 d'agost de 1835
- Juan López de Ochoa. 21 de març de 1836

- Ramón Novoa. 25 d'octubre de 1836
- Rafael Pérez, en comissió. 4 de febrer de 1837

- José María Puig 12 de juny de 1837
- José María Cambronero 5 d'octubre de 1837
- Manuel Bretón del Rio y Fernández de Jubera, interí 24 d'octubre de 1838
- Ramón de Keyser, interí 14 de juny de 1839
- Juan García Barzanallana, interí 13 de juny de 1839
- Simón de Roda 31 d'agost de 1839
- Juan García Barzanallana, interí 14 d'octubre de 1839
- José María de Gispert 29 de novembre de 1839
- Juan García Barzanallana, interí 5 de juny de 1840
- Antonio Terreiro, Conde de Vigo. 23 de juny de 1840
- Juan Llórente 24 de juliol de 1840
- Miguel Belza, interí. 24 de desembre de 1840
- Facundo Infante Chávez, en comissió, 31 de gener de 1841
- Domingo Aristizabal, interí, 7 d'abril de 1841
- Dionisio Valdés 22 de juny de 1841
- Juan Zavala de la Puente. 18 de novembre de 1841
- Juan Gutiérrez 25 de desembre de 1841
- Antonio Seoane Hoyos 24 de desembre de 1842
- Ignacio Llasera y Esteve, en comissió. 8 de febrer de 1843
- Pascual de Buceta, interí 17 de juny de 1843
- Luis de Collantes y Bustamante, 17 de juliol de 1843
- José Santamaría (no prengué possessió)
- Joaquín Maximiliano Gibert, interí. 31 de juliol de 1843
- Ricardo Shelly Commenford 13 de desembre de 1843
- Manuel Pavía y Lacy, en comissió. 18 de febrer de 1844
- Francisco de Paula Lillo. 17 de març de 1844
- Francisco Fulgosio. 29 de juliol de 1844
- José María de Gispert. 27 de gener de 1845
- José Fernandez Enciso 2 d'agost de 1845
- Joaquim De Gispert i Anglí, interí, 2 d'abril de 1846
- Ramón Ceruti 14 d'abril de 1846
- Francisco Castillón, interí (6 d'agost de 1846)
- 1846-1847 Manuel Lassala i Solera
- Joaquim De Gispert i Anglí, interí (28 de febrer de 1847)
- 1847 Ventura Díaz
- Pere Bardají i Balanzat, interí (21 de setembre de 1847)
- 1847-1848 Manuel Gibert i Sans
- 1848 Martín Foronda y Viedma
- 1848-1850 Miguel Tenorio de Castilla
- 1850 Fermín Arteta Sesma
- 1850-1852 Ventura Díaz
- 1852 Martín Foronda y Viedma
- 1852-1853 Manuel Lassala i Solera
- 1853-1854 Melchor Ordóñez y Viana
- 1854 José María Marchessi y Oleaga
- 1854 Pascual Madoz Ibáñez
- 1854-1855 Ciril Franquet i Bertran
- 1855-1856 Ignacio Llasera y Esteve
- 1856-1857 Melchor Ordóñez y Viana
- 1857 Juan Zapatero y Navas
- 1857 Agustín Torres Valderrama
- 1857-1858 Fernando Zappino
- 1858 Agustín Torres Valderrama
- 1858-1863 Ignacio Llasera y Esteve
- 1863-1864 Francisco Sepúlveda Ramos
- 1864 Antonio Guerola y Peyrolón
- 1864 Francisco Sepúlveda Ramos
- 1864-1865 Cayetano Bonafós
- 1865-1866 Antonio Hurtado García
- 1866 Ignacio Méndez Vigo
- 1866-1867 Cayetano Bonafós
- 1867-1868 Romualdo Méndez de Sanjulián
- 1868 Francisco Rubio y Pablos

- 1868 Gaspar Núñez de Arce
- 1868-1869 Manuel León Moncasí y Castel
- 1869 Pedro María Angulo
- 1869 José Pascasio de Escoriaza y Cardona
- 1869-1870 Bernardo Iglesias Tineo
- 1870 Facundo de los Ríos Portilla
- 1870 Manuel de Figuerola
- 1870-1871 Juan Antonio Corcuera
- 1871 Bernardo Iglesias Tineo
- 1871-1873 Joaquim Fiol i Pujol
- 1873 Eduardo de la Loma y Santos
- 1873 Miquel Ferrer i Garcés
- 1873 Manuel Salavera Carrión
- 1873-1874 Ramon Castejón i Bajils
- 1874 José Gómez Díaz

- 1874-1875 Alejo Cañas Rey
- 1875 Cástor Ibáñez de Aldecoa
- 1875-1876 Federico Villalba Llofriu
- 1876-1878 Cástor Ibáñez de Aldecoa
- 1878-1879 Leandro Pérez-Cossío y Bada
- 1879 Perfecto Manuel de Olalde y Rodríguez
- 1879-1881 Leandro Pérez-Cossío y Bada
- 1881 José María Herreros de Tejada y Azcona
- 1881-1883 Francisco Moreu Sánchez
- 1883 Gregorio Zabalza Olaso
- 1883-1884 Manuel Gil Maestre
- 1884-1885 Aquilino Herce y Coumes-Gay
- 1885 Antonio González Solesio
- 1885-1886 Cayo López Fernández
- 1886-1890 Luis Antúnez Monzón
- 1890-1891 Antonio González Solesio
- 1891-1892 Manuel Vivanco Menchaca
- 1892 Nicolás Ojesto y Díaz
- 1892 Valentín Sánchez de Toledo
- 1892-1895 Ramón de Larroca y Pascual
- 1895-1896 Valentín Sánchez de Toledo
- 1896-1897 Eduardo de Hinojosa y Naveros
- 1897-1899 Ramón de Larroca y Pascual
- 1899 José Marina Vega
- 1899-1900 Eduardo Sanz y Escartín
- 1900 Joan Dorda i Morera
- 1900-1901 Eduardo de Hinojosa y Naveros
- 1901 Ramón de Larroca y Pascual
- 1901-1902 Miquel Socias Caimari
- 1902 Francisco Manzano Alfaro
- 1902-1903 Carlos Espinosa de los Monteros Sagaseta de Ilurdoz
- 1903-1905 Carlos González Rothwos
- 1905 Julio de Fuentes Forner
- 1905-1906 Tristán Álvarez de Toledo

- 1906-1907 Francisco Manzano Alfaro
- 1907-1909 Ángel Ossorio y Gallardo
- 1909 Evaristo Crespo Azorín
- 1909-1910 Félix Suárez Inclán
- 1910 Buenaventura Muñoz y Rodríguez
- 1910-1912 Manuel Portela Valladares
- 1912-1913 Juan Sánchez Anido
- 1913 José Francos Rodríguez
- 1913-1915 Rafael Andrade Navarrete
- 1915 Leopoldo Matos y Massieu
- 1915-1917 Félix Suárez Inclán
- 1917 José Morote y Greus
- 1917 Juan Sánchez Anido
- 1917 Leopoldo Matos y Massieu
- 1917 Eduardo Sanz y Escartín
- 1917-1918 Ramón Auñón y Villalón, marquès de Pilares
- 1918-1919 Carlos González Rothwos
- 1919 Carles Emili Montañès i Criquillion
- 1919 José Centaño Anchorena
- 1919 José Luis Retortillo y de León
- 1919 Julio de Amado y Reygondaud de Villebardet
- 1919-1920 Francisco Maestre Laborde-Boix
- 1920 Federico Carlos Bas Vassallo
- 1920-1922 Severiano Martínez Anido
- 1922 Julio Ardanaz y Crespo
- 1922-1923 Salvador Raventós Clivilles
- 1923 Francisco Barber Sánchez
- 1923 Manuel Portela Valladares
- 1923-1924 Carlos de Lossada y Canterac
- 1924-1930 Joaquim Milans del Bosch i Carrió
- (febrer-novembre) 1930 Ignasi Despujol i de Sabater
- 1930-1931 José Márquez Caballero

- (abril-juny) 1931 Lluís Companys i Jover
- (juny-agost) 1931 Carlos Esplá Rizo
- 1931-1932 Oriol Anguera de Sojo
- 1932-1933 Joan Moles i Ormella
- (gener-setembre) 1933 Claudi Ametlla i Coll

- 1939-1940 Wenceslao González Oliveros
- 1940-1945 Antonio de Correa y Veglison
- 1945-1947 Bartolomé Barba Hernández
- 1947-1951 Eduardo Baeza y Alegría
- 1951-1960 Felipe Acedo Colunga
- 1960-1962 Matías Vega Guerra
- 1963-1966 Antonio Ibáñez Freire
- 1966-1969 Tomás Garicano Goñi
- 1969-1974 Tomás Pelayo Ros
- 1974-1976 Rodolfo Martín Villa
- 1976-1977 Salvador Sánchez-Terán Hernández
- 1977-1980 José María Belloch Puig
- 1980-1981 Josep Coderch i Planas
- 1981-1982 Jorge Fernández Díaz

- 1982 Federico Gallo Lacárcel
- 1982-1993 Ferran Cardenal i de Alemany
- 1993-1996 Jaume Casanovas i Escussol
- 1996-1997 Francisco Cuevas Fernández